# Croce commemorativa della 1ª Armata
La croce commemorativa della 1ª Armata fu una medaglia non ufficiale realizzata per iniziativa privata, rivolta a tutti coloro che avessero militato nella 1ª Armata del Regio Esercito durante la prima guerra mondiale.
Emessa nel 1924, fu pubblicizzata sulla Domenica del Corriere, i proventi della vendita erano destinati al "Comitato Regionale Piemontese Associazione Nazionale Mutilati e Invalidi di Guerra".

## Insegne
- La  medaglia era costituita da una croce greca a braccia smaltate di bianco e bordate d'oro, terminanti ciascuna con una corona ferrea d'oro. All'incontro delle braccia si trovava un quadratro smaltato di rosso sul quale si trovava rappresentato un capriolo in oro su una cima montuosa. Sulle braccia orizzontali della croce, in oro, stavano incise le parole "PRIMA ARMATA".
- Il  nastro era verde con una striscia gialla e una blu per parte.